# Nemapogon nevadella
Nemapogon nevadella é uma espécie de insetos lepidópteros, mais especificamente de traças, pertencente à família Tineidae.
A autoridade científica da espécie é Caradja, tendo sido descrita no ano de 1920.
Trata-se de uma espécie presente no território português.